# 비에드론카
비에드론카(폴란드어: Biedronka→무당벌레)는 폴란드의 슈퍼마켓 체인이다. 2022년 기준 3,283개의 매장과 70,000명의 직원을 보유하고 있으며, 폴란드 최대의 할인점 체인이다. "비에드론카"라는 이름은 " 무당벌레"를 의미한다.
비에드론카는 폴란드 식료품 소매 시장에서 지배적인 위치를 차지해 왔으며 폴란드의 주요 경쟁자는 리들이지만 카우플란트와 알디와도 경쟁하고 있다.